# Wappen Montserrats

Wappen Montserrats

Das Wappen von Montserrat ist blau und hat einen erhöhten roten Schildfuß. Die feldübergreifende Wappenfigur zeigt Erin, als Personifikation Irlands, welche die irischen Ursprünge eines Großteils der europäischstämmigen Bevölkerung  des Inselstaates Montserrat widerspiegeln soll. Dies wird anhand von drei Attributen symbolisiert: Erin trägt ein Gewand in der irischen Nationalfarbe Grün, mit ihrer rechten Hand stützt sie ein schwarzes Kreuz, das den katholischen Hintergrund der von den Iren abstammenden Einwohner symbolisiert und vor ihr steht eine goldene Harfe, wie sie auch heute auf dem Wappen der Republik Irland dargestellt ist.
Das Wappen findet sich auch auf der Flagge Montserrats.